# Contra-argumento
Em raciocínio e mapa de argumentos, um contra-argumento, também conhecido como retribuição, é uma objeção a um objeto. Um contra-argumento pode ser usado como objeção para rebater uma premissa, contenção principal ou lema.
Um contra-argumento pode buscar lançar variedades de argumentos contra a veracidade de uma ou mais premissas iniciais de um argumento, ou para mostrar que os argumentos da contenção não se seguem a suas premissas de maneira válida. De forma inválida, um contra-argumento pode dar pouca atenção às premissas e inferência do argumento inicial e tentar demonstrar uma conclusão incompatível com o que é estipulado no argumento inicial.

## Ligações internas
- «Counterargument» (em inglês). em WordNet. Acessado em 11 de agosto de 2007.
- DE CHIARO, Sylvia; LEITÃO, Selma. The teacher's role in the discoursive construction of the argumentation in classroom. Psicol. Reflex. Crit.,  Porto Alegre,  v. 18,  n. 3, 2005. Disponível em: O papel do professor na construção discursiva da argumentação em sala de aula. Acesso em: 11  de agosto de 2007.